# Coppa del mondo di arrampicata 2002
La Coppa del mondo di arrampicata 2002 si è disputata dal 26 aprile al 15 novembre, nelle tre specialità lead, boulder e speed.

## Classifica maschile

### Generale
| Pos. | Atleta            |
| ---- | ----------------- |
| 1    | Maksym Styenkovyy |
| 2    | Serik Kazbekov    |
| 3    | Kilian Fischhuber |

### Lead
| Pos.                                                                        | Atleta                   | ITA      | RUS      | AUT     | ITA         | SIN | ITA | SLO | Punti |
| --------------------------------------------------------------------------- | ------------------------ | -------- | -------- | ------- | ----------- | --- | --- | --- | ----- |
| 1                                                                           | Alexandre Chabot         | 1        | 1        | 1       | 1           | 1   | 1   | 2   | 680   |
| 2                                                                           | Tomás Mrázek             | 3        | 2        | 2       | 7           | 5   | 2   | 9   | 436   |
| 3                                                                           | Gérome Pouvreau          | 2        | 3        | 5       | 4           | 3   | 6   | 6   | 410   |
| 4                                                                           | Flavio Crespi            | 9        | 9        | 4       | 3           | 2   | 3   | 15  | 361   |
| 5                                                                           | François Petit           | 8        | 5        | 13      | 2           | 4   | 15  | 4   | 329   |
| 6                                                                           | Christian Bindhammer     | 5        | 8        | 7       | 27          | 8   | 11  | 5   | 260   |
| 7                                                                           | Cédric Lachat            | 13       |          | 3       | 6           | 7   | 9   | 10  | 252   |
| 8                                                                           | François Auclair         | 4        | 12       | 6       | 8           | 14  | 5   | 27  | 249   |
| 9                                                                           | Cristian Brenna          | 11       | 4        | 18      | 5           | 13  | 17  | 19  | 211   |
| 10                                                                          | Ramón Julián Puigblanque | 18       |          | 25      | 11          |     | 7   | 1   | 196   |
| \| Legenda \| 1º posto \| 2º posto \| 3º posto \| A punti \| Senza punti \| |                          |          |          |         |             |     |     |     |       |
| Legenda                                                                     | 1º posto                 | 2º posto | 3º posto | A punti | Senza punti |     |     |     |       |

### Boulder
| Pos.                                                                        | Atleta            | ITA      | ITA      | ITA     | Punti       |
| --------------------------------------------------------------------------- | ----------------- | -------- | -------- | ------- | ----------- |
| 1                                                                           | Christian Core    | 6        | 2        | 1       | 227         |
| 2                                                                           | Malcolm Smith     | 5        | 1        | 3       | 216         |
| 3                                                                           | Jérôme Meyer      | 1        | 6        | 25      | 153         |
| 4                                                                           | Kilian Fischhuber | 4        | 8        | 7       | 138         |
| 5                                                                           | Daniel Dulac      | 2        | 21       | 6       | 137         |
| 6                                                                           | Mauro Calibani    | 7        | 10       | 8       | 117         |
| 7                                                                           | Salavat Rakhmetov |          | 5        | 5       | 102         |
| 8                                                                           | Julien Meral      | 23       | 4        | 9       | 100         |
| 9                                                                           | Serik Kazbekov    | 3        |          | 14      | 89          |
| 9                                                                           | Hiroshi Okano     | 14       | 3        | 32      | 89          |
| \| Legenda \| 1º posto \| 2º posto \| 3º posto \| A punti \| Senza punti \| |                   |          |          |         |             |
| Legenda                                                                     | 1º posto          | 2º posto | 3º posto | A punti | Senza punti |

### Speed
| Pos.                                                                        | Atleta                | RUS      | RUS      | RUS     | ITA         | SIN | Punti |
| --------------------------------------------------------------------------- | --------------------- | -------- | -------- | ------- | ----------- | --- | ----- |
| 1                                                                           | Alexander Peshekhonov | 1        | 2        | 2       | 1           | 1   | 460   |
| 2                                                                           | Maksym Styenkovyy     | 5        | 8        | 1       | 4           | 3   | 311   |
| 3                                                                           | Sergey Sinitsyn       | 2        | 1        | 21      | 5           | 4   | 296   |
| 4                                                                           | Alexei Gadeev         | 17       | 4        | 9       | 2           | 2   | 270   |
| 5                                                                           | Iakov Soubbotine      | 7        | 5        | 4       | 6           | 9   | 233   |
| 6                                                                           | Csaba Komondi         | 12       | 9        | 3       | 7           |     | 173   |
| 7                                                                           | Marat Sadyrov         | 6        | 7        | 39      | 9           | 7   | 170   |
| 8                                                                           | Alexandre Chaoulsky   | 8        | 3        | 7       |             |     | 148   |
| 9                                                                           | Vladimir Zakharov     | 19       | 15       | 10      | 3           |     | 135   |
| 10                                                                          | Evgueni Minatchev     | 3        | 36       | 5       |             |     | 116   |
| \| Legenda \| 1º posto \| 2º posto \| 3º posto \| A punti \| Senza punti \| |                       |          |          |         |             |     |       |
| Legenda                                                                     | 1º posto              | 2º posto | 3º posto | A punti | Senza punti |     |       |

## Classifica femminile

### Generale
| Pos. | Atleta         |
| ---- | -------------- |
| 1    | Sandrine Levet |
| 2    | Olga Zakharova |
| 3    | Jenny Lavarda  |

### Lead
| Pos.                                                                        | Atleta           | ITA      | RUS      | AUT     | ITA         | SIN | ITA | SLO | Punti |
| --------------------------------------------------------------------------- | ---------------- | -------- | -------- | ------- | ----------- | --- | --- | --- | ----- |
| 1                                                                           | Muriel Sarkany   | 1        | 2        | 1       | 2           | 1   | 6   | 1   | 607   |
| 2                                                                           | Sandrine Levet   | 2        | 4        | 3       | 5           | 2   | 6   | 3   | 443   |
| 3                                                                           | Martina Cufar    | 8        | 1        | 6       | 2           | 6   | 9   | 5   | 402   |
| 4                                                                           | Natalija Gros    | 3        | 5        | 4       |             | 5   | 4   | 2   | 357   |
| 5                                                                           | Katrin Sedlmayer | 4        | 8        | 2       | 1           |     | 3   |     | 340   |
| 6                                                                           | Emilie Pouget    | 9        | 6        | 31      | 7           | 3   | 1   | 6   | 339   |
| 7                                                                           | Damaris Knorr    | 12       | 7        | 15      | 14          | 4   | 11  | 8   | 243   |
| 8                                                                           | Jenny Lavarda    | 20       | 17       | 9       | 9           | 7   | 8   | 14  | 211   |
| 9                                                                           | Maja Vidmar      | 15       |          |         | 8           |     | 2   | 4   | 197   |
| 10                                                                          | Marietta Uhden   | 5        | 3        | 10      |             |     |     | 12  | 178   |
| \| Legenda \| 1º posto \| 2º posto \| 3º posto \| A punti \| Senza punti \| |                  |          |          |         |             |     |     |     |       |
| Legenda                                                                     | 1º posto         | 2º posto | 3º posto | A punti | Senza punti |     |     |     |       |

### Boulder
| Pos.                                                                        | Atleta           | ITA      | ITA      | ITA     | Punti       |
| --------------------------------------------------------------------------- | ---------------- | -------- | -------- | ------- | ----------- |
| 1                                                                           | Myriam Motteau   | 4        | 9        | 1       | 100         |
| 1                                                                           | Nataliya Perlova | 1        | 8        | 3       | 100         |
| 1                                                                           | Lisa Rands       | 8        | 1        |         | 100         |
| 4                                                                           | Ol'ga Jakovleva  | 2        | 11       | 6       | 80          |
| 4                                                                           | Lauren Lee       |          |          | 2       | 80          |
| 4                                                                           | Corinne Theroux  | 5        | 2        | 16      | 80          |
| 7                                                                           | Sandrine Levet   |          | 3        |         | 65          |
| 7                                                                           | Stella Marchisio | 3        | 19       | 13      | 65          |
| 9                                                                           | Giulia Giammarco | 6        | 4        | 14      | 55          |
| 9                                                                           | Jenny Lavarda    | 13       |          | 4       | 55          |
| \| Legenda \| 1º posto \| 2º posto \| 3º posto \| A punti \| Senza punti \| |                  |          |          |         |             |
| Legenda                                                                     | 1º posto         | 2º posto | 3º posto | A punti | Senza punti |

- 1 best competition results are counting for UIAA Climbing-Worldcup 2002, not counting points are in brackets.

### Speed
| Pos.                                                                        | Atleta                | RUS      | RUS      | RUS     | ITA         | SIN | Punti |
| --------------------------------------------------------------------------- | --------------------- | -------- | -------- | ------- | ----------- | --- | ----- |
| 1                                                                           | Olena Ryepko          | 2        | 2        | 1       | 1           | 1   | 460   |
| 2                                                                           | Mayya Piratinskaya    | 6        | 6        | 2       | 8           | 4   | 269   |
| 3                                                                           | Valentina Yurina      | 11       | 3        | 6       | 2           | 8   | 263   |
| 4                                                                           | Olga Zakharova        | 8        | 1        | 4       | 3           |     | 260   |
| 5                                                                           | Olesya Saulevich      | 4        | 5        | 7       | 7           | 5   | 243   |
| 6                                                                           | Zosia Podgorbounskikh | 1        | 7        | 10      | 9           |     | 214   |
| 7                                                                           | Anna Stenkovaya       | 12       | 8        | 5       | 5           |     | 170   |
| 8                                                                           | Olga Ochtchepkova     | 3        | 4        | 8       |             |     | 160   |
| 9                                                                           | Alena Ostapenko       | 9        | 10       | 11      | 4           |     | 157   |
| 10                                                                          | Svetlana Sutkina      | 5        | 12       | 3       |             |     | 144   |
| \| Legenda \| 1º posto \| 2º posto \| 3º posto \| A punti \| Senza punti \| |                       |          |          |         |             |     |       |
| Legenda                                                                     | 1º posto              | 2º posto | 3º posto | A punti | Senza punti |     |       |